# Rae Morris
Rae Morris, właściwie Rachel Anne Morris (ur. 2 września 1992) – angielska piosenkarka, kompozytorka i autorka tekstów. Nagrywa muzykę z pogranicza popu, electro, dance-popu, rocka, adult contemporary, adult alternative, muzyki indie, alternatywnej i elektronicznej.

## Życiorys
Uczyła się gry na fortepianie od czwartego roku życia. Zaczęła pisać piosenki jako nastolatka w rodzinnym Blackpool. Pierwsza piosenka stworzona przez Morris nosiła nazwę „Wait a While” i powstała w wyniku współpracy wokalistki z Karimą Francis. Przyciągnęła uwagę prezentera lokalnej stacji radia BBC, który umożliwił jej występy na scenie dla początkujących muzyków 'BBC Introducing' jednego z festiwali w sierpniu 2011. Wtedy z kolei pojawiło się błyskawiczne zainteresowanie wytwórni muzycznych. Tego samego miesiąca podpisała umowę kolejno z Universal Music Group a następnie z Atlantic Records. Wspomagając stopniowy rozwój artystyczny Rae i pozwalając jej na spokojne ukończenie szkoły wytwórnie nie naciskały na jak najszybsze nagranie pierwszej płyty, co było zresztą jednym z powodów, dla których wybrała ona właśnie akurat te.
Występowała następnie jako support na koncertach George Ezry oraz Bombay Bicycle Club, zyskała popularność swoim charakterystycznym występem w piosence "Luna" tego drugiego zespołu. Utwór ten był potem licencjonowany dla popularnych gier komputerowych Pro Evolution Soccer 2015 oraz Forza Horizon 2. Jej pierwsze single „Don't Go” i „Grow” zostały wykorzystane w EP zatytułowanym From Above. Piosenka „Don't Go” licencjonowana była jako podkład do czołówki zamykającej ostatni odcinek serialu Kumple (ang. Skins). W lutym 2012 jej utwór „Walls” został odtworzony na pokazie marki modowej Burberry w trakcie London Fashion Week. W 2013, w Los Angeles, pracowała nad swoim debiutanckim albumem z producentem Arielem Rechtshaidem znanym z pracy z takimi zespołami i muzykami jak Haim, Vampire Weekend, czy Charli XCX. Wydała kolejno kilka EP.
Album Unguarded ukazał się w styczniu 2015. Pochodzący z niego singiel „Under The Shadows” stał się przebojem w rozgłośniach brytyjskiego radia BBC a piosenkarka była nominowana w zestawieniu najbardziej obiecujących muzycznych talentów tego radia 'Music Sound Of'. W dalszym ciągu 2015 piosenkarka występowała na brytyjskich festiwalach, w tym tych najbardziej znanych.
W następnych latach artystka skupiła się na dalszym koncertowaniu oraz komponowaniu piosenek na swój drugi album, Someone Out There, który ukazał się w lutym 2018. Występowała m.in. w trasie koncertowej z Tomem Odellem.
W październiku 2018 Morris poinformowała, że zajmuje się głównie pracą nad kolejnym albumem.
Przez media porównywana była do Kate Bush. Spośród jej teledysków wyróżniają się te wyreżyserowane przez Nadię Marquard Otzen do piosenek "Skin", "Do You Even Know?" oraz "Cold" (z Fryars).

## Życie prywatne
Rae Morris zawarła związek małżeński ze swoim współpracownikiem, muzykiem art pop, Fryars'em. Jej brat jest żonaty z piosenkarką Lucy Rose.

## Dyskografia

### Albumy studyjne
| Rok  | Album                                                                                              | Poz. na liście |
| Rok  | Album                                                                                              | UK             |
| ---- | -------------------------------------------------------------------------------------------------- | -------------- |
| 2015 | Unguarded - Data: 26 styczeń 2015 - Wydawca: Atlantic · Warner - Format: CD · digital download     | 9              |
| 2018 | Someone Out There - Data: 2 luty 2018 - Wydawca: Atlantic · Warner - Format: CD · digital download | 20             |